# Carebaco-Meisterschaft 2013
Die Carebaco-Meisterschaft 2013 im Badminton fand vom 12. bis zum 15. September 2013 in San Juan in Puerto Rico statt.

## Sieger und Platzierte
| Disziplin    | Gold                                  | Silber                                        | Bronze                             |
| ------------ | ------------------------------------- | --------------------------------------------- | ---------------------------------- |
| Herreneinzel | Rosario Maddaloni                     | Bjorn Seguin                                  | Giovanni Greco                     |
| Herreneinzel | Rosario Maddaloni                     | Bjorn Seguin                                  | Alistair Casey                     |
| Dameneinzel  | Nikte Sotomayor                       | Ana Lucia de Leon                             | Berónica Vivieca                   |
| Dameneinzel  | Nikte Sotomayor                       | Ana Lucia de Leon                             | Daigenis Saturria                  |
| Herrendoppel | Gareth Henry Bjorn Seguin             | Nelson Javier Alberto Raposo                  | Humblers Heymard Anibal Marroquín  |
| Herrendoppel | Gareth Henry Bjorn Seguin             | Nelson Javier Alberto Raposo                  | William Cabrera Freddy Lopez       |
| Damendoppel  | Berónica Vivieca Daigenis Saturria    | Saribel Caceres Ramos Genesis Valentin Suarez | Monyata Riviera Tamisha Williams   |
| Damendoppel  | Berónica Vivieca Daigenis Saturria    | Saribel Caceres Ramos Genesis Valentin Suarez | Mariama Eastmond Shari Watson      |
| Mixed        | Anibal Marroquín Krisley Nohemi Lopez | Gareth Henry Geordine Henry                   | Humblers Heymard Ana Lucia de Leon |
| Mixed        | Anibal Marroquín Krisley Nohemi Lopez | Gareth Henry Geordine Henry                   | William Cabrera Daigenis Saturria  |